# Malimbus coronatus
Malimbus coronatus là một loài chim trong họ Ploceidae.